# Nerl' (città)
Nerl' è una cittadina della Russia europea centrale, situata nella oblast' di Ivanovo; appartiene amministrativamente al rajon Tejkovskij.